# Nothing Lasts Forever
Nothing Lasts Forever (Nada Dura para Sempre, no Brasil; ou Nada é Eterno em Portugal) é o décimo terceiro romance do escritor estadunidense Sidney Sheldon, publicado em 1994. Em 5 de novembro de 1995, a CBS exibiu o filme de televisão em duas partes Nothing Lasts Forever, baseado no romance.